# Orde van de Ruiter van Madara

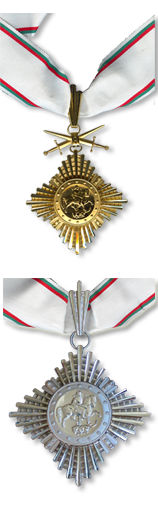
Sterren van de Ie en IIe Klasse van deze orde van de Volksrepubliek Bulgarije

De Orde van de Ruiter van Madara"(Bulgaars: “Орден "Мадарский всадник") is een ridderorde van Bulgarije en werd op 4 augustus 1966 ingesteld. De orde werd door de communistische regering ingesteld en door de democratische Bulgaarse regering aangehouden.

## De communistische orde
De orde kende twee graden in een militaire divisie met zwaarden aan de ring boven de ster en een civiele divisie voor burgers.
Het kleinood is een rhombusvormige ster van zilver of goud. In het medaillon op dit versiersel is de afbeelding van het historische reliëf, de Ruiter van Madara, een zeer oude afbeelding van een ruiter op leeuwenjacht, afgebeeld.
Het lint was wit met randen in de kleuren van de Bulgaarse vlag en de onderscheiding werd door de twee graden van de orde aan een lint om de hals gedragen.
De orde werd aan diplomaten en militairen toegekend voor hun bijdrage aan de internationale vriendschap.

## De moderne orde
Versierselen en gebruik van deze onderscheiding zijn niet veranderd. De orde wordt nog steeds aan burgers en militairen uitgereikt, nu voor "het aangaan, versterken en ontwikkelen van bilaterale relaties met Bulgarije".
De orde wordt aan burgers en militairen toegekend.